# Championnat d'Afrique des nations de surf
Le Championnat d’Afrique des nations de surf (Africa Surfing Games) est une compétition de surf sous l'égide de la Confédération africaine de surf.

## Histoire
La première édition se tient du 1er au 5 mars 2023 à la Pointe des ancres de Taghazout au Maroc et réunit des surfeurs de huit pays : le Burkina Faso, le Cap-Vert, la Côte d’Ivoire, Madagascar, le Maroc, Maurice, la république du Congo et le Sénégal. Le Maroc domine la compétition. Chez les hommes, le podium est composé dans l'ordre du Marocain Téva Bouchgua, du Sénégalais Chérif Fall, et du Marocain Chadi Lahroui. Dans la catégorie masculine des moins de 18 ans, le Marocain Mehdi Tsouli termine premier devant le Sénégalais Serigne Fallou Bousso. Dans la catégorie féminine des moins de 18 ans, la Marocaine Ines Tebbaï termine première devant la Sénégalaise Déguéne Thioune. Chez les femmes, la Marocaine Lilias Tebbaï s'impose devant sa compatriote Ines Tebbaï et la Mauricienne Nellie Le Juge De Segrais.